# Southeastern Film Critics Association Award al miglior film
Il Southeastern Film Critics Association Award al miglior film (Southeastern Film Critics Association Award for Best Film) è un premio assegnato annualmente dai membri della  Southeastern Film Critics Association al miglior film distribuito negli Stati Uniti nel corso dell'anno.

## Albo d'oro

### Anni 1990-1999
- 1992: Casa Howard (Howards End), regia di James Ivory
- 1993: Lezioni di piano (The Piano), regia di Jane Campion
- 1994: Pulp Fiction, regia di Quentin Tarantino
- 1995: Apollo 13, regia di Ron Howard
- 1996: Fargo, regia di Joel ed Ethan Coen
- 1997: L.A. Confidential, regia di Curtis Hanson
- 1998: Salvate il soldato Ryan (Saving Private Ryan), regia di Steven Spielberg
- 1999: American Beauty, regia di Sam Mendes

### Anni 2000-2009
- 2000: Quasi famosi (Almost Famous), regia di Cameron Crowe
- 2001: Memento, regia di Christopher Nolan
- 2002: The Hours, regia di Stephen Daldry
- 2003: Il Signore degli Anelli - Il ritorno del re (The Lord of the Rings: The Return of the King), regia di Peter Jackson
- 2004: Sideways - In viaggio con Jack (Sideways), regia di Alexander Payne
- 2005: I segreti di Brokeback Mountain (Brokeback Mountain), regia di Ang Lee
- 2006: The Departed - Il bene e il male (The Departed), regia di Martin Scorsese
- 2007: Non è un paese per vecchi (No Country for Old Men), regia di Ethan Coen e Joel Coen
- 2008: Milk, regia di Gus Van Sant
- 2009: Tra le nuvole (Up in the Air), regia di Jason Reitman

### Anni 2010-2019
- 2010: The Social Network, regia di David Fincher
- 2011: Paradiso amaro (The Descendants), regia di Alexander Payne